# Gerald M. Edelman
Gerald Maurice Edelman, född 1 juli 1929 i Ozone Park, Queens, New York, död 17 maj 2014 i La Jolla, Kalifornien, var en amerikansk biolog. År 1972 erhöll han Nobelpriset i fysiologi eller medicin tillsammans med Rodney R. Porter för deras studier av antikroppars molekylstruktur.